# Comté de Gallatin (Kentucky)
Pour les articles homonymes, voir Comté de Gallatin.
Le comté de Gallatin est un comté de l'État du Kentucky, aux États-Unis.

## Histoire
Le comté de Gallatin a été fondé le 14 décembre 1798 et nommé d'après le suisse Albert Gallatin qui fut secrétaire du Trésor des États-Unis sous la législature du président Thomas Jefferson.